# Christel Alsos
Christel Alsos Monsen (Fauske, 20 dicembre 1984) è una cantante norvegese.

## Biografia
Christel Alsos si è diplomata dal liceo nel 2003, e l'anno successivo si è trasferita dalla sua città natale nel Nordland a Oslo per intraprendere la sua carriera musicale. È stata scoperta dalla Sony Music nel 2004 quando è apparsa ad una puntata del programma Noen bedre su NRK.
Il suo singolo di debutto, Come On, è uscito nel 2006 e ha raggiunto la 12ª posizione nella classifica norvegese. Ha anticipato l'album Closing the Distance, uscito nel gennaio 2007, che ha debuttato al 3º posto nella classifica nazionale e ha venduto più di 30 000 copie in tre mesi. Il successo del disco le ha fruttato tre candidature ai premi Spellemann: è stata in lizza nella categoria Miglior debutto dell'anno e Miglior artista femminile dell'anno, mentre Come On è stato candidato per il video dell'anno.
Nel 2010 il secondo album di Christel Alsos, Tomorrow Is, ha raggiunto il 6º posto in classifica e le ha fruttato un'altra candidatura agli Spellemannprisen per l'artista femminile dell'anno. Nel 2013 la cantante ha pubblicato l'album Presence, seguito dal disco natalizio I den kalde vinter, contenente brani in lingua norvegese. I due album hanno raggiunto rispettivamente la 3ª e la 2ª posizione nella classifica nazionale.

## Discografia

### Album in studio
- 2007 – Closing the Distance
- 2010 – Tomorrow Is
- 2013 – Presence
- 2013 – I den kalde vinter
- 2016 – At That Time of the Night

### EP
- 2018 – Sound at the End of a Song

### Singoli
- 2006 – Come On
- 2009 – Suzanne
- 2012 – Conquer
- 2013 – I den kalde vinter
- 2015 – Håll ut (con la Bo Kaspers Orkester)
- 2016 – Milestone
- 2016 – Something Good (feat. Thomas Dybdahl)
- 2017 – Two More Days
- 2017 – Desember
- 2018 – Make Me Happy
- 2018 – Turn the Music Loud
- 2018 – State of Mind
- 2018 – Joy to the World
- 2020 – Molly Part II/Where the Light Is
- 2020 – The Losing Kind